# San Juan Atitán
San Juan Atitán är en kommunhuvudort i Guatemala.   Den ligger i kommunen Municipio de San Juan Atitán och departementet Departamento de Huehuetenango, i den västra delen av landet, 150 km nordväst om huvudstaden Guatemala City. San Juan Atitán ligger 2 152 meter över havet och antalet invånare är 1 910.
Terrängen runt San Juan Atitán är kuperad åt sydväst, men åt nordost är den bergig. Runt San Juan Atitán är det ganska tätbefolkat, med 248 invånare per kvadratkilometer. Närmaste större samhälle är Ixtahuacán, 14,4 km väster om San Juan Atitán. I omgivningarna runt San Juan Atitán växer huvudsakligen savannskog.